# Huye
Huye (poznat i kao Butare, u kolonijalno vrijeme Astrida) sjedište je istoimenog distrikta u ruandskoj Južnoj provinciji. Leži na 1750 metara nadmorske visine, 20 km sjeverno od granice s Burundijem. Kulturno je središte zemlje, s najvećim sveučilištem u Ruandi, u kojem se, kao i u većini obrazovnih ustanova, govore francuski i engleski jezik. U gradu se još nalaze sjemenište Nyakibanda, Ruandski institut za znanstveno istraživanje, botanički vrt Ruhande i katedrala.
Godine 2002. Huye je imao 77.217 stanovnika.

## Vanjske poveznice

### Ostali projekti
|  | Zajednički poslužitelj ima još gradiva o temi Huye |